# 瓦努瓦努山
15°11′34″S 71°02′11″W / 15.19278°S 71.03639°W
瓦努瓦努山（Wanu Wanu），是秘魯的山峰，位於該國南部庫斯科大區，由孔多羅馬區和奧科魯羅區負責管轄，屬於安地斯山脈的一部分，海拔高度4,800米。